# Mișcarea identitară

Lambda, simbolul identitarianismului, este utilizat în special de mișcărilor din Europa cu scopul de a comemora Bătălia de la Termopile.

Mișcarea identitară sau Identitarianismul este o ideologie politică de extremă-dreapta specifică perioadei postbelice care susține dreptul popoarelor de sorginte europeană la cultură și teritoriu. Avându-și originea în Franța și fundamentată pe ideile ontologice ale filosofiei moderne germane, ideologia a fost formulată începând cu anii '60 de către eseiști precum Alain de Benoist , Dominique Venner, Guillaume Faye și Renaud Camus, considerați liderii intelectuali ai mișcării. Mișcarea Identitară a fost caracterizată de către Oficiul Federal pentru Protectia Constitutiei din Germania în 2019 drept extremism de dreapta.
Deși uneori condamnă rasismul și promovează ideea unei societăți etnopluraliste, acesta susține că anumite moduri de a fi sunt specifice anumitor grupuri de persoane. Trăsăturile mișcării sunt influențate de ideile gânditorilor neoconservatori din Germania, în unele cazuri de teoriile naziste sub îndrumarea liderilor mișcării Nouvelle Droite.
În timp ce unii adepți susțin idei xenofobe și rasiale, însă își modelează limbajul atunci când fac declarații publice, alții promovează crearea unui stat care să-i excludă pe imigranți și persoanele de altă origine decât cea europeană.
Mișcarea este specifică Europei, însă s-a răspândit și în partea estică a continentului datorită eforturilor depuse de susținători precum Faye. Aceasta are adepți și în America de Nord, Australia și Noua Zeelandă. Organizația Southern Poverty Law Center descrie aceste mișcări ca fiind organizații care promovează ura.

## Origine
Cu toate că influența mișcării este dezbătută de intelectuali, ideologia identitară este asemănătoarea cu cea a Nouvelle Droite, o mișcare filosofică franceză de extremă-dreapta creată în anii 1960 cu scopul de a adapta politicile tradiționaliste, iliberale și etnopluraliste la contextul european postbelic și de a se distanța de formele timpurii de extremă-dreapta (i.e., fascism și nazism) prin intermediul unui proiect naționalist paneuropean.
Abordarea membrilor Nouvelle Droite sunt considerate neofasciste pe motiv că încearcă o legitimizate a ideilor extremiste și reciclarea ideilor naziste. Conform politologului Stéphane François, cea din urmă acuzație „deși relevantă în anumite moduri, [rămâne] incompletă, deoarece [evită] intenționat alte trimiteri, în special relația primordială cu mișcarea neoconservatoare germană”. Importanța mișcării a scăzut treptat deoarece concomitent numeroase grupuri asemănătoare au apărut pe întreg continentul european sub denumirea de Noua Dreaptă Europeană. Printre aceștia era și grupul Neue Rechte a lui Armin Mohler, inspirat la rândul său de ideile conservatoare ale Republicii Weimar și de alte ideologii identitare. În consecință, s-au speculat legături între perspectiva lui Martin Sellner, uan dintre cele mai cunoscute persoane asociate mișcării, și teoriile lui Martin Heidegger și Carl Schmitt. O altă figură importantă, Daniel Friberg, a menționat că este puternic influențat de Ernst Jünger și Julius Evola.
Reprezentanții Nouvelle Droite au încercat să imite metapoliticile și tacticile marxiste ale hegemoniei culturale, agitpropoului și entrismului prin intermediul think tank-ului GRECE, tactici prin intermediul cărora mișcările de stânga ar fi ajuns să domine mediul cultural și academic începând cu a doua jumătate a secolului XX. Mișcarea se împotrivește multiculturalismului și liberalismului, și cu toate că nu este neapărat supremațistă, este rasialistă deoarece identifică europenii ca fiind o rasă. De asemenea, Dominique Venner și revista sa Europe-Action au contribuit la apariția mișcării identitare prin redefinirea naționalismului prin înlocuirea statului național cu cel alb.
La începutul secolului XXI, ideile acestora au influențat organizațiile de tineret din Franța cu ajutorul unor grupuri ca Jeunesses Identitaires (întemeiat în 2002) și Bloc Identitaire (2003). Mișcările franceze și-ar exportat ideile și în alte state europene, fapt care a condus la formarea unei mișcări identitare paneuropene. Pe parcursul anilor 2000, gânditori precum Renaud Camus, Guillaume Faye și membrii Carrefour de l'Horloge au introdus conceptele „marea înlocuire” (în franceză grand remplacement) și reimigrare și le-au declarat ca fiind definitorii pentru mișcare.

## Ideologie
Identitarianismul poate fi definit prin opoziția față de globalizare, multiculturalism, islam și imigrația din afara spațiului european, respectiv prin susținerea tradițiilor, naționalismului paneuropean și hegemoniei culturale în interiorul națiunilor din Europa. Istoricul Joe Mulhall descrie esența mișcării identitate drept „o reacție îndreptată împotriva generației '68 [baby-boomers] și a dominației stângist-liberale a societății”. Inspirați de metapoliticile filosofului marxist Antonio Gramsci și a Nouvelle Droite, aceștia nu încearcă să obține rezultate prin alegeri electorale, ci mai degrabă să influențeze dezbaterile politice din societate. În 2010, Daniel Friberg a stabilit editura Arktos Media, considerată astăzi liderul global incontestabil în materie de materiale Nouvelle Droite redactate în limba engleză.
Conform etnografului Benjamin R. Teitelbaum, identitarienii militează în favoarea unui separatism global nonierarhic în scopul creării unui „pluriversum” unde diferențele dintre oameni sunt conservate și celebrate. Politologul Jean-Yves Camus definește mișcarea ca fiind centrată în jurul conceptului de etnopluralism: „fiecare popor și cultură poate prospera pe propriul său teritoriu de origine; amestecul cultural și etnic (în franceză métissage) este considerat un simptom al decadenței; multiculturalismul [este] un patogen care produce crime, confuzie și, într-un final, poate conduce la un război etnic pe teritoriile europene între etnicii europeni și arabii magrebi[...]”. Ideea unui viitor război etnic între albi și imigranți reprezintă o temă central în unele teorii identitariene, în special pentru Faye. Acesta a mai profesat un „război interetnic total” între europenii „originali” și musulmani în lucrare The Colonization of Europe în 2002. Pierre Vial, cofondator al Nouvelle Droite, a susținut necesitatea unei „revoluții etnice” și a unui „război de eliberare”; această poziție este în antiteză cu cea susțină de alți identitarieni precum Alain De Benoist. Acesta din urmă a dezavuat ideile „puternic rasiste” ale lui Faye cu privire la musulmani după publicarea cărții.
Mișcarea militează împotriva politicilor și filosofiei islamului, poziție pe care unii critici o descriu drept islamofobie. Adepții protestează deseori împotriva imigrației în masă pe care aceștia o caracterizează ca fiind parte a unui proces de islamizare a Europei și care amenință cultura și societatea europeană. Teoria are legături cu „marea înlocuire” și reimigrație; cea din urmă fiind un proiect care dorește să rezolve problema multiculturalismului prin deportarea forțată în masă a imigranților din afara Europei.
Identitarienii caracterizează Uniunea Europeană drept „coruptă” și „autoritară” în timp ce susțin „corpul politic european care poate să țină piept unor superputeri precum America și China”. Totuși, aceștia au o perspectivă diferită cu privire la liberalism; în timp ce unii văd în ea o parte a identității europene „amenințate de musulmanii care nu respectă femeile sau homosexualii”, alții - precum Daniel Friberg - o descriu drept o „boală” care contribuie în primul rând la imigrația musulmană. O investigație a politologului Gudrun Hentges a concluzionat că mișcarea identitară este ideologic situată între Frontul Național, Nouvelle Droite și neonazism.

## La nivel internațional

### Franța
Principala mișcare identitară din Franța este Génération Identitaire, fosta aripă de tineret a Blocului Identitar. Asociația Terre et Peuple („Patrie și Popor”) reprezintă partea mișcării identitare franceze influențată de elemente neovölkisch.
Al Jazeera a realizat o investigație sub acoperire a mișcării identitare din Franța. Aceștia au surpins activiști GI care au lovit și înjurat o femeie musulmană, iar unul dintre ei a precizat că dacă o să fie vreodată în stadiu terminal, își va cumpăra o armă și va ataca probabil o moschee. Procurorii francezi au pornit o investigație după o serie de plângeri cu privire la acest grup. Politologul Stéphane François estimează că numărul membrilor mișcării identitare din Franța este situat între 1.500-2.000 (2017).

### Austria
Identitäre Bewegung Österreich a fost înființată în 2012. Grupul este asociat cu conceptul de „Război împotriva generației '68”, i.e. indivizi a căror convingeri politice sunt considerate de către identitarieni ca avându-și originea în schimbările din anii 1960.
Pe 17 aprilie 2018, sediul IBÖ și casele liderilor săi au fost percheziționate de poliția austriacă, iar Sellner a fost investigat pe motiv că urma să înființeze un grup de crimă organizată. Tribunalul a decis într-un final că grupul nu este o astfel de organizație.